# Bardouki
Bardouki est une localité du Cameroun, située à proximité de la frontière avec le Tchad, dans le département du Mayo-Kani et la Région de l'Extrême-Nord. Elle fait partie de la commune de Touloum (arrondissement de Porhi) et du canton de Bizili.  

## Population
En 1969, le village comptait 515 personnes, des Toupouri.
Lors du recensement de 2005, on y a dénombré 1 068 personnes.